# Tomer G
Tomer G de son vrai nom Tomer Glatt (né le 26 avril 1977) est un DJ israélien.
Il réalise son premier single It is done en 2003 sous le nom de Freaky's Fatal. Il devient premier dans les charts allemands. Il devient connu en Israël grâce à une émission de musique qui réalise des bons scores d'audience. Il travaille également pour Nokia dans la publicité. En Europe, Tomer G se fait connaître grâce au remix du titre de Kat DeLuna Whine Up en 2007. Il a ensuite sorti le titre Seven Nation Army. Plus récemment, Tomer G a remixé le titre Gimme More de Britney Spears.
Tomer G a également travaillé avec l'artiste française Mylène Farmer, et a remixé les titres Dégénération ainsi que Sextonik, figurants tous les deux dans l'album Point de suture de cette dernière.
Il présente aussi une émission " TOP 20 " diffusée chaque Vendredi, Samedi et Dimanche sur la chaine Clubbing TV

## Discographie

### Singles
- Seven Nation Army (reprise du groupe The White Stripes)
- I Like It (based on "Smoke on the Water" by Deep Purple)
- SuperNatrual feat. Maxine
- Fire feat. Maxine
- The Red City feat. Maxine
- High feat. Lady N
- Round & Round > You Got to Know
- It is done (Artist name: Freaky's Fatal)
- K-da K-da(Artist name: Freaky)
- Mad About You feat. Vegas
- The Faceb'hook Song with Bel Air Deejayz

### Remixes
- Kat DeLuna - Whine Up (2007) (Columbia)
- Britney Spears - Gimme More (Jive)
- Kylie Minogue - Confide In Me (BMG)
- Mylène Farmer - Dégénération (Universal Music)
- Mylène Farmer - Sextonik (Universal Music)
- Mylène Farmer - Oui Mais...Non (Universal Music)
- Mylène Farmer - Du Temps (Universal Music)
- Anggun - Crazy (Warner Music)
- RLS - Close to Heaven feat. Rose (Universal Music)
- Jason Walker - No More (JVM)
- Vernessa Mitchell - Accept Me (JVM)
- Sash! - Equador
- Liz McClarnon - Woman in Love (AATW)

- Mission Impossible theme - for The Amazing Race Israel
- Swan Lake - for The Amazing Race Israel